# Charlie Kaman
Charles Huron (Charlie) Kaman (15 juni 1919 – 31 januari 2011) was een Amerikaans luchtvaartontwerpen, zakenman en de ontwikkelaar van de Ovation gitaar.
Ooit begon hij met bouwen van helikopters en vliegtuigen. In 1966 begon hij met het bouwen van een gitaar, mede omdat gitaarspelen al jaren een hobby van hem was. Nadat hij een aanbod van een bandje weigerde, begon hij te denken over een nieuw ontwerp van de gitaar. Hij bouwde al jaren helikopters en wilde een aantal technieken overbrengen in het gitaarbouwen. Zijn kennis over vibraties en resonanties zorgden ervoor dat er een gitaar met een bolle achterkant op de markt kwam. Dit, samen met nog andere  kenmerken van de gitaar, zoals de 5-delige hals, de donkere brug en de meerdere klankgaten in sommige versies, maakte het een heel nieuw soort gitaar. De 6-snarige en de 12-snarige versies werden later voorzien van elementen zodat ze ook versterkt tot hun recht kwamen.
Veel bekende gitaristen zoals Al Di Meola en Melissa Etheridge bespelen deze gitaar.